# Сан-Гарсія-де-Інхельмос
Сан-Гарсія-де-Інхельмос (ісп. San García de Ingelmos) — муніципалітет в Іспанії, у складі автономної спільноти Кастилія-і-Леон, у провінції Авіла. Населення — 113 осіб (2010).
Муніципалітет розташований на відстані близько 130 км на захід від Мадрида, 37 км на захід від Авіли.

## Демографія
Динаміка населення (INE ):